# Anton Reiffenstuhl

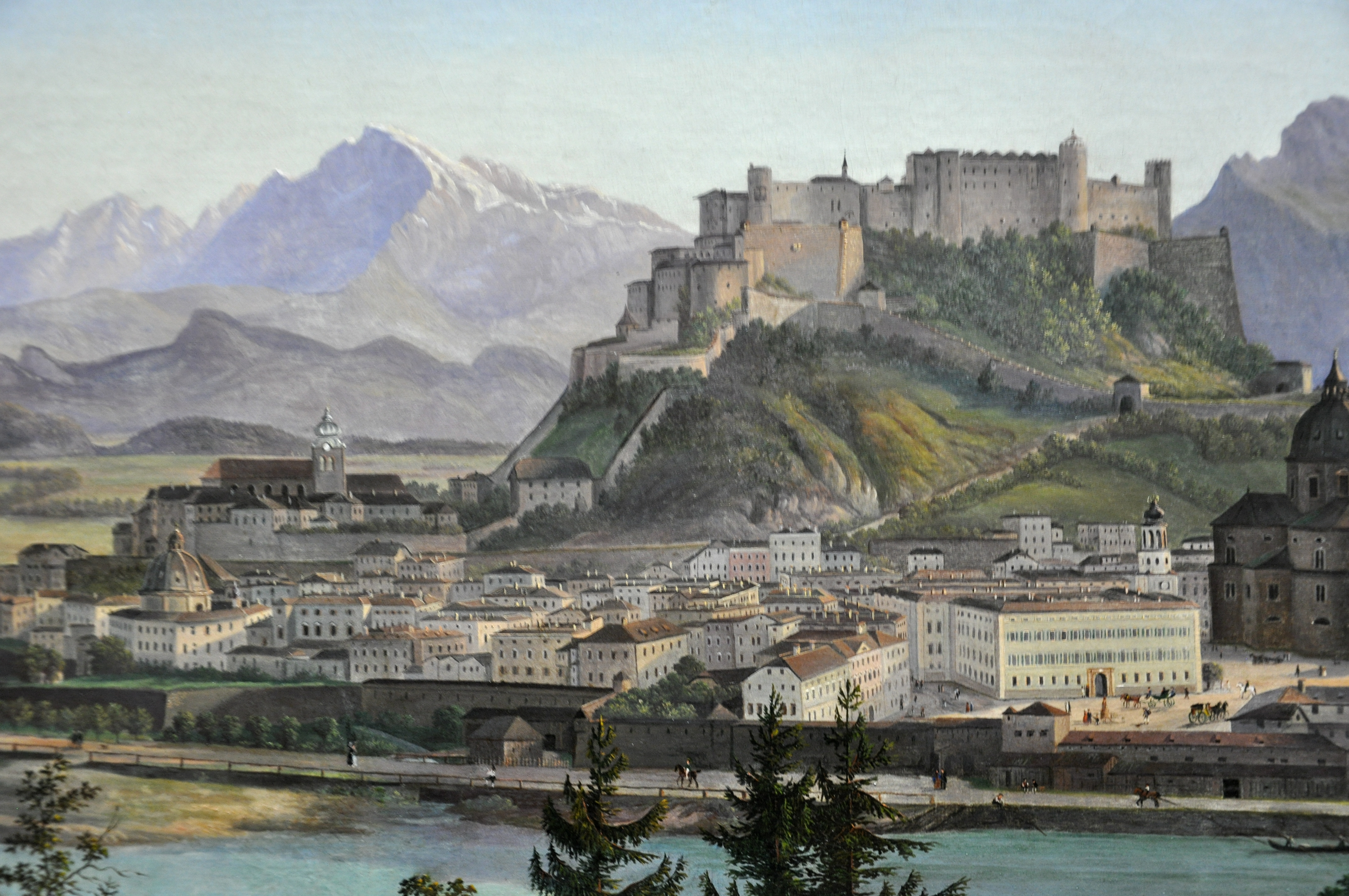
Salzburg vom Kapuzinerberg

Anton Reiffenstuhl, auch Anton von Reiffenstuel (* 1786 in Salzburg; † 1. März 1848 ebenda) war ein österreichischer Landschaftsmaler aus Salzburg.

## Leben und Werk
Reiffenstuel erbte eine Tabakfabrik, die ihm bei der Angliederung Salzburgs an Österreich (1816) eine Staatsrente einbrachte, sodass er sich ganz seinem künstlerischen Schaffen widmen konnte. Er wurde Schüler des Salzburger Blumen- und Stilllebenmalers Johann Matthias Wurzer (1760–1838). Er schuf Landschaftsbilder aus Salzburg und Italien sowie zwei große Ansichten der Stadt Salzburg im Stil der Panoramabilder von Johann Michael Sattler.
In den Jahren 1832 sowie 1839 und 1840 hat er an den Jahres-Ausstellungen in der Akademie der bildenden Künste Wien bei St. Anna teilgenommen.